# Biosekwestracja

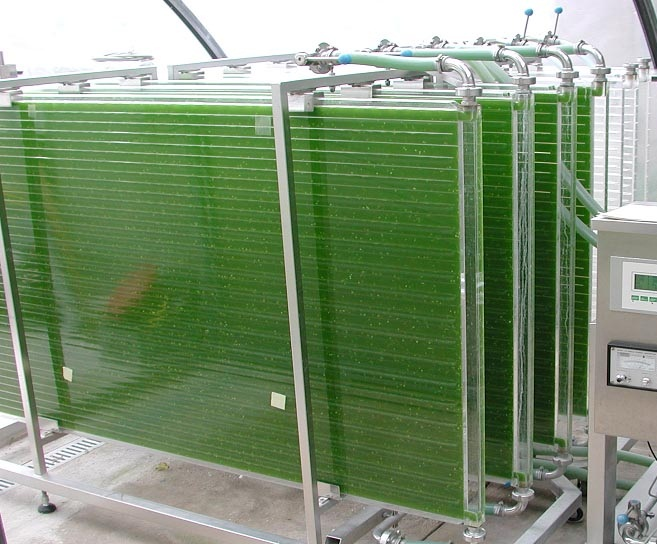
Biosekwestracja CO_{2} może być realizowana przy użyciu instalacji z glonami

Biosekwestracja – wychwytywanie i magazynowanie dwutlenku węgla, przy udziale procesów biologicznych.
Naturalne procesy doprowadziły do powstania w poprzednich epokach geologicznych paliw kopalnych takich jak ropa naftowa, węgiel kamienny i brunatny oraz gaz ziemny. Zgromadzone w litosferze paliwa kopalne są współcześnie wykorzystywane w gospodarce człowieka, co skutkuje powrotem zmagazynowanych w skałach związków węgla do atmosfery i potęgowaniem efektu cieplarnianego, czyli globalnym ocieleniem. Praktyki polegające na zwiększeniu efektów zachodzenia fotosyntezy poprzez zalesianie, zapobieganie wylesianiu, uzyskiwanie transgenicznych roślin pozwalają na zwiększenie ilości związków węgla obecnych w glebie i roślinach przy jednoczesnym zmniejszeniu zawartości tych związków w atmosferze. Możliwe jest także pochłanianie emitowanego przez instalacje przemysłowe CO2 w bioreaktorach zawierających glony.

## Udział roślin w magazynowaniu CO2

Udział biosfery w obiegu węgla w przyrodzie

Dwutlenek węgla jest, po parze wodnej, najważniejszym gazem cieplarnianym wpływającym na obserwowany na Ziemi efekt cieplarniany. Bezpośrednie pomiary i dane szacunkowe pozwalają stwierdzić, że stężenie CO2 w atmosferze wzrosło z 280 ppm w roku 1750 do 393 ppm w roku 2007 i nadal roślinie w tempie około 2 ppm na rok. Wzrost stężenia dwutlenku węgla jest zmniejszany przez oceany, w wodach których rozpuszcza się, część z rozpuszczonego w wodzie CO2 jest wiązana chemicznie przez fotosyntezę fitoplanktonu, a część wchodzi w reakcje chemiczne. Negatywne z punktu widzenia człowieka zmiany w biosferze i klimacie związane z globalnym ociepleniem mogą być spowolnione lub zatrzymane w wyniku biosekwestracji. Tylko w biosferze lądowej zgromadzone jest 2000 Gt węgla.

## Ponowne zalesianie i zapobieganie wylesianiu

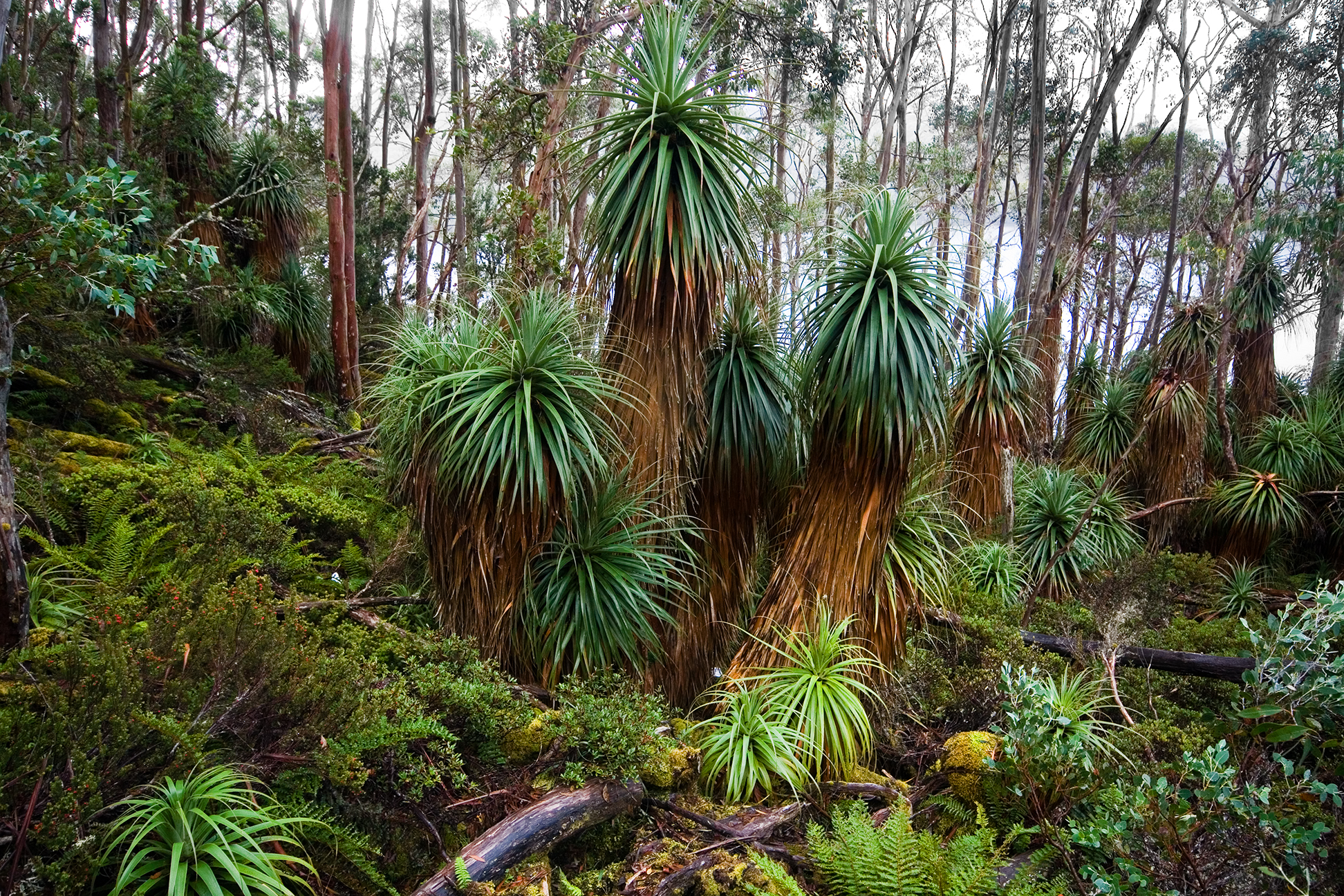
Duże ilości węgla zgromadzone są w roślinach lasów tropikalnych

Według szacunków ekspertów z Międzyrządowego Zespołu ds. Zmian Klimatu (IPCC) wycinanie lasów jest przyczyną 20% emisji gazów cieplarnianych do atmosfery. Wyróżnione zostały cztery sposoby zwiększenia biosekwestracji poprzez ponowne zalesienie i zabieganie wylesianiu. Pierwszy z nich polega na zwiększaniu powierzchni lasów. Drugi to wszystkie działania prowadzące do zwiększenia ilości zmagazynowanego węgla w już istniejących lasach. Trzeci element to zwiększanie wykorzystania produktów leśnych i zastępowanie nimi produktów powstających z paliw kopalnych. Czwarty element strategii to dążenie do zmniejszenia emisji CO2 bezpośrednio związanej z wycinaniem i niszczeniem lasów.

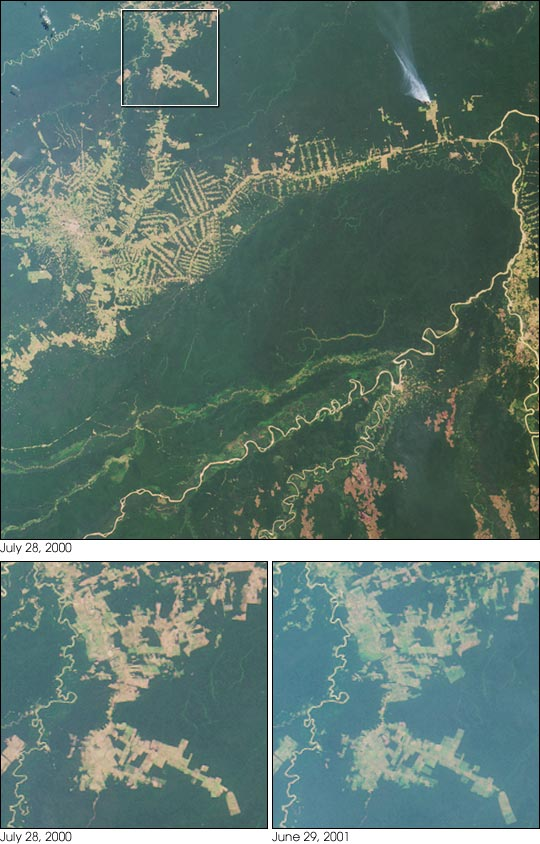
Wylesianie przebiega często według wzorca określanego jako „rybi szkielet”. Na zdjęciu postępujące wylesianie wokół miasta Rio Branco, Brazylia.

Według informacji przedstawionych przez australijską federalną agencję CSIRO, leśnictwo i powiązana z nim część gospodarki w najprostszy sposób jest w stanie zmagazynować rocznie 105 mln ton CO2, począwszy od 2010 roku, czyli około 75% emitowanego na obszarze Queensland. Strategia magazynowania CO2 poprzez zalesianie została uznana za podstawową, ze względu na łatwość jej realizacji oraz dodatkowy efekt w postaci zwiększenia różnorodności biologicznej, związanej ze zwiększaniem powierzchni lasów. Zakłada się magazynowanie 77 mln ton CO2 na rok. Regulacje prawne mające zapewnić realizację zakładanych celów obejmują trwałą ochronę lasów parków narodowych oraz ekosystemów wpisanych na Listę światowego dziedzictwa UNESCO, a także odpowiednie zarządzanie oraz zakaz wycinania lasów tropikalnych i eliminację nieefektywnej gospodarki leśnej takiej jak wycinanie lasów pierwotnych.

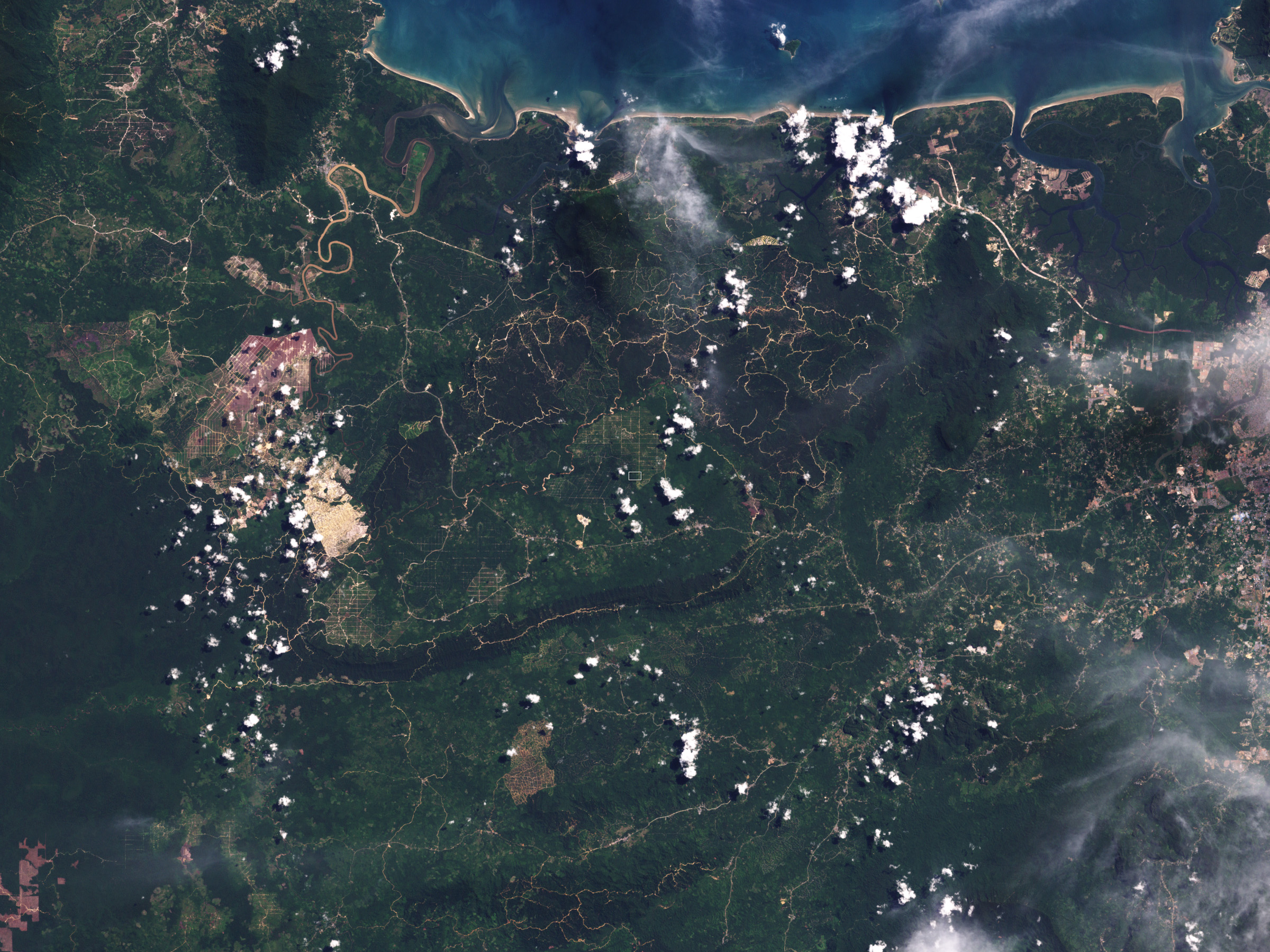
Zdjęcie satelitarne dokumentujące wylesianie w Malezji (Borneo)

W wyniku starań krajów rozwijających się (grupa 77) podczas Szczytu Ziemi w roku 1992 w Rio de Janeiro podpisano niezobowiązującą prawnie deklarację dotyczącą kierunku rozwoju, ochrony i użytkowania lasów, w której łączy się problem wylesiania, długu i niedostatecznego transferu nowych technologii do krajów Trzeciego Świata. Deklaracja przywiduje sprawiedliwy podział kosztów ochrony lasów w ramach społeczności międzynarodowej. W kolejnych latach podczas Intergovernmental Panel on Forests (IPF) w roku 1995 i Intergovernmental Forum on Forests (IFF) w roku 2001 grupa 77 żądała taniego dostępu do technologii przyjaznych dla środowiska z jednoczesną rezygnacją z ochrony praw własności intelektualnej oraz funduszy na ochronę lasów. Eksperci działający w United Nations Forum on Forests (UNFF) zgodzili się z takimi żądaniami w raporcie z roku 2004. Jednak w roku 2007 przedstawiciele krajów rozwiniętych po raz kolejny odrzucili możliwość dostarczania nowych technologii i finansowania ochrony lasów w krajach rozwijających się.

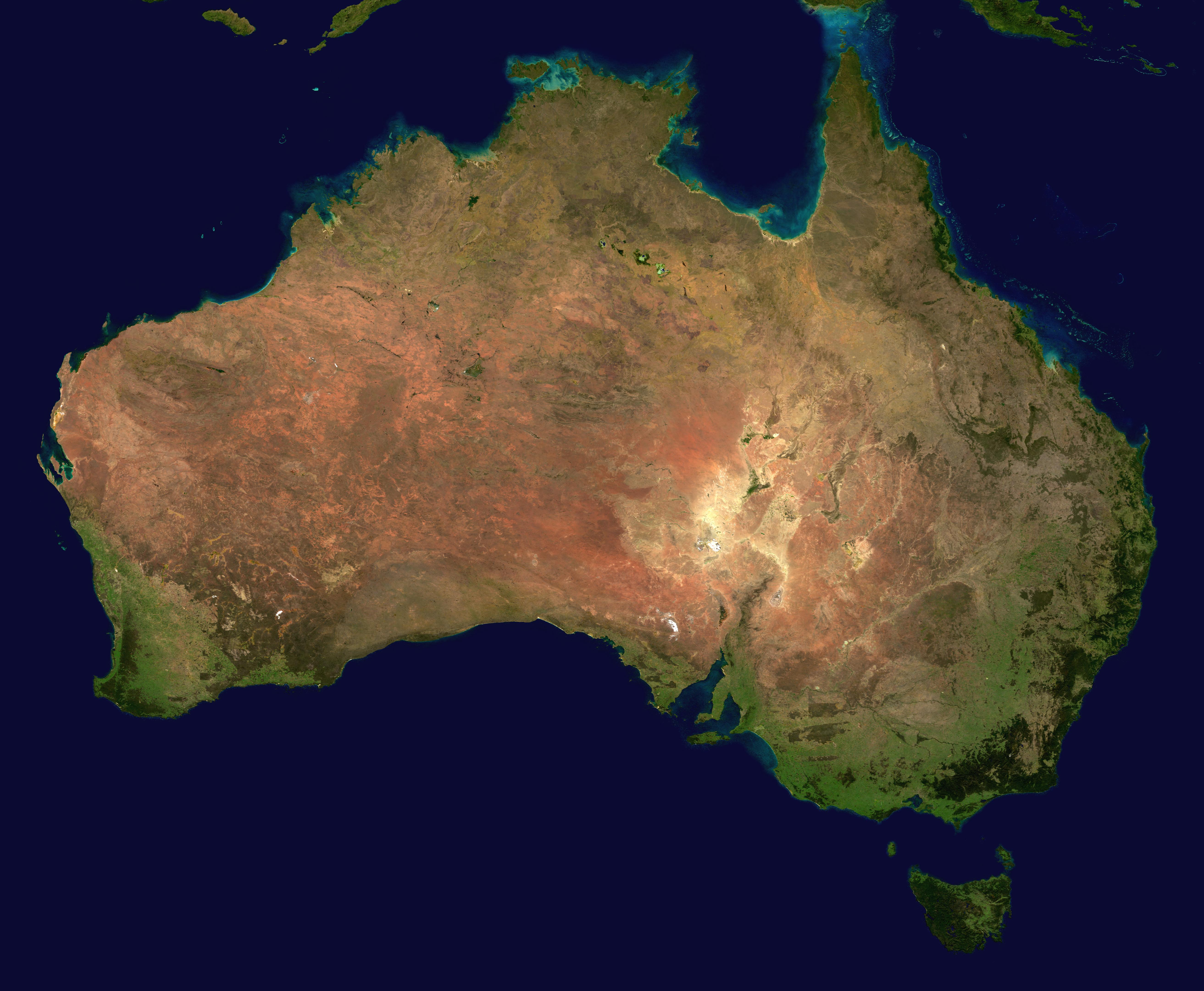
Australia jest największym producentem paliw kopalnych i ma niewielką powierzchnię lasów

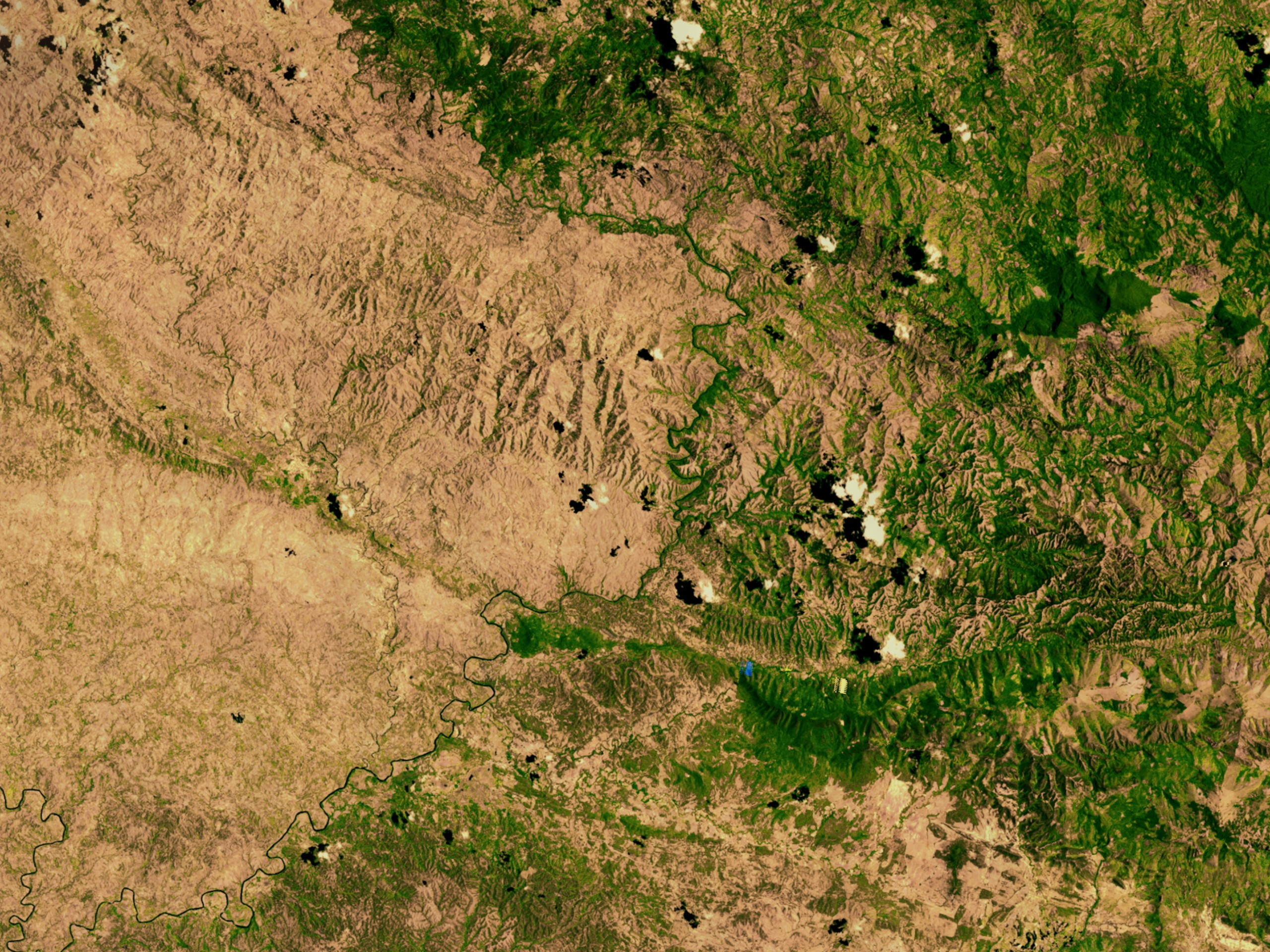
Wycinanie lasów na Haiti

W grudniu 2007 roku po dwuletnich negocjacjach rządów Papui-Nowej Gwinei i Kostaryki przedstawiciele United Nations Framework Convention on Climate Change (FCCC) podjęli się przeprowadzenia badań nad sposobami redukcji emisji CO2 związanej z wylesianiem oraz możliwości zwiększenia zasobów węgla w ekosystemach leśnych krajów rozwijających się. Badania mają umożliwić finansową rekompensatę dla państw, którym uda się powstrzymać wylesianie i zatrzymanie niszczenie lasów, poprzez oszacowanie ilości węgla zatrzymanego w ekosystemach leśnych. Model przewiduje możliwość sprzedaży prawa do emisji przez Coalition of Rainforest Nations państwom, które przekraczają limity ustalone w ramach protokołu z Kioto. Przedstawiciele Brazylii, państwa o największej powierzchni lasów tropikalnych, są jednak przeciwni modelowi handlu emisjami i dążą do utworzenia funduszu wielostronnej pomocy z darowizn krajów wysorozwiniętych przeznaczonego dla krajów rozwijających się. Realizacja Programu Zapobiegania Wylesianiu i Degradacji Lasów (ang. Programme on Reducing Emissions from Deforestation and Forest Degradation - REDD) będzie skuteczna, jeżeli w poszczególnych państwach możliwe będzie dokonanie pomiaru ilości węgla zgromadzonego w ekosystemach leśnych oraz możliwe będzie kontrolowanie użytkowania gruntów na poziomie lokalnym i udowodnienie ograniczenia emisji CO2.
Ramowa konwencja Narodów Zjednoczonych w sprawie zmian klimatu (UNFCCC) nakłada na strony obowiązek inwentaryzacji antropogenicznej emisji gazów cieplarnianych oraz okresowego udostępniania zebranych danych. Sprawozdania państwa członkowskiego muszą obejmować sześć sektorów: energetykę, procesy przemysłowe, rozpuszczalniki i inne produkty, rolnictwo, odpady oraz użytkowanie gruntów i zmiany użytkowania gruntów i lesistości (ang. land use, land use change and forestry - LULUCF). Zasady obliczania i prezentowania danych z emisji gazów cieplarnianych z sektora LULUCF zostały ustalone w ramach protokołu z Kioto. Dane od państw zostały zamieszczone w dwóch głównych sprawozdaniach IPCC.
ONZ w roku 2010 rozszerzyła program REDD do wersji REDD+, w efekcie fundusze przeznaczone są nie tylko na zalesianie, ale także na zrównoważaną gospodarkę leśną. Artykuł 3.3 protokołu z Kioto wymaga przedstawienia danych o zalesianiu (na terenach pozbawionych lasów przez ostatnie 50 lat), ponownym zalesieniu (bez lasów istniejących przed 31 grudnia 1989) i wylesianiu. A także zgodnie z artykułem 3.4 przedstawiania informacji o obszarach z gospodarką rolną, obszarach pastwisk, obszarach z odtwarzaną szatą roślinną oraz obszarach leśnych.
Australian National Greenhouse Gas Inventory (NGGI), raport przedstawiony przez władze Australii zawiera informacje o 69% udziale w emisji sektora energetycznego, 16% udziale rolnictwa, 6% LULUCF. Od roku 1990 emisja z sektora energetycznego wzrosła w tym kraju o 35% a emisja z LULUCF spadła o 73%. Raport sporządzony przez niezależną organizację Statewide Landcover and Trees Study (SLATS) dla Queensland szacuje emisję w okresie 1989/90 i 2000/01 na około 50% większą niż szacunki Australian Federal Government’s National Carbon Accounting System (NCAS).
Ważnym narzędziem w określaniu poziomu zalesiania i wylesiania stały się zdjęcia satelitarne. Program NASA Landsat Pathfinder Humid Tropical Deforestation Project pozwolił na zebranie dokładnych danych o wycince lasów na obszarze Amazonii, Ameryki Środkowej i Azji Południowo-Wschodniej w okresach obejmujących lata 70., 80., 90. XX wieku.

## Zwiększona fotosynteza

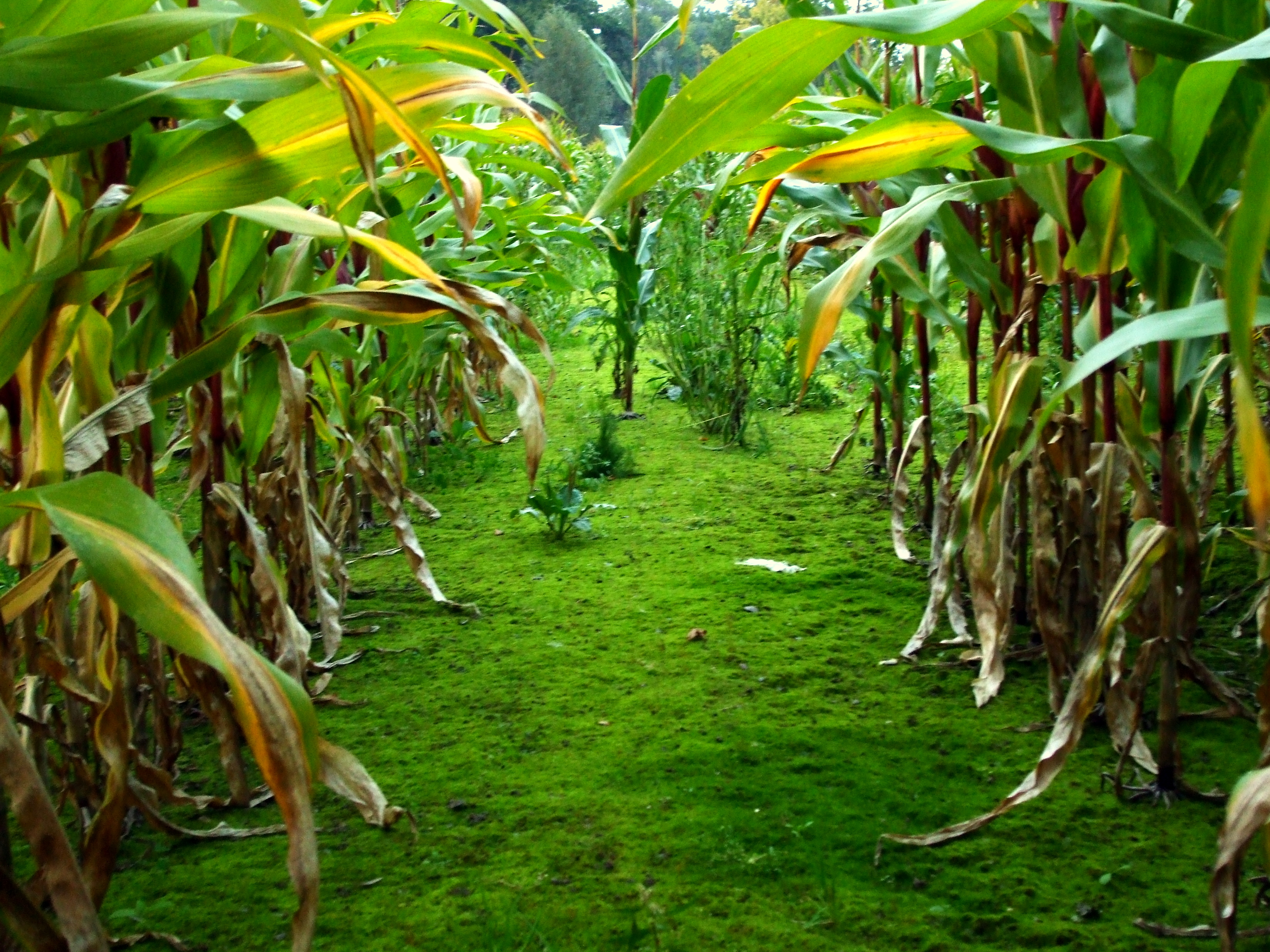
Pole kukurydzy wiąże więcej CO_{2} niż pole z roślinami C3

Biosekwestracja może być realizowana w wyniku zwiększenie wydajności fotosyntezy, co jest możliwe między innymi poprzez modyfikację genetyczne prowadzące do zwiększenia karboksylującej aktywności roślinnego enzymu Rubisco. Badania obejmują także udział roślin C4 w regulacji zawartości CO2 w atmosferze. Fotosynteza C4 jest obecna tylko u około 1% gatunków roślin lądowych, jednak te gatunki są odpowiedzialne za powstawanie 5% biomasy i około 30% wiązania CO2 na lądach. Większość roślin przeprowadza fotosyntezę C3, w której pierwszym trwałym produktem fotosyntezy jest związek trzywęglowy. Podstawowym enzymem odpowiedzialnym na asymilację węgla w tych roślinach jest Rubisco, który łączy CO2 z rybulozo-1,5-bisfosforanem, jednak katalizuje też reakcję utleniania RuBP, będącą pierwszym etapem szlaku metabolicznego określanego jako fotooddychanie. Proces fotooddychania chroni rośliny przed fotoinhibicją występująca w niesprzyjających warunkach środowiska, jednak jednocześnie prowadzi do utraty około 50% asymilowanego węgla. Fotosynteza C4 poprzez koncentrację CO2 w komórkach zawierających Rubisco eliminuje utratę zasymilowanego węgla w procesie fotooddychania. Naukowcy prowadzą prace nad modyfikacją powszechnie uprawianych roślin takich jak pszenica, jęczmień, soja ziemniaki, ryż, tak aby przy użyciu metod inżynierii genetycznej doprowadzić do uruchomienia szlaku C4 u tych roślin.

## Biowęgiel
W Amazonii w wyniku termochemicznej dekompozycji materii organicznej wytwarza się materiał o dużej zawartości substancji zbliżonej do węgla drzewnego, określanej jako biowęgiel, który jest używany do wytwarzania żyznej gleby, zwanej terra petą. Duża zawartość biowęgla w glebie poprawia chłonność wodny, przez co zwiększa jej żyzność, co wpływa korzystnie na wydajność rolniczą. Kilka firm opracowało technologie, które pozwalają z odpadowej biomasy powstającej w rolnictwie uzyskać biowęgiel. Stosunkowo prosta technologia pozwala uzyskać 30-40 ton substancji o charakterze węgla drzewnego z 96 ton suchej biomasy. Technologia pozwala uzyskiwać energię z biomasy takiej jak łuski ryżu w kuchence o prostej konstrukcji, a biowęgiel jest produktem odpadowym jej działania. Większość badań oraz działania polityczne koncentrują się na zwiększeniu wykorzystania biomasy do celu produkcji energii jako alternatywa dla paliw kopalnych. Zagęszczenie węgla i jego wykorzystanie do poprawy właściwości gleby może być alternatywnym sposobem łagodzenia wpływu człowieka na klimat. Większa akumulacja węgla w glebie i jednoczesnej poprawa wydajności upraw jest ograniczona do niewielkich obszarów geograficznych, w których takie praktyki mają miejsce. Ograniczone analizy wskazują, że ta forma magazynowania węgla jest o ponad 30% tańsza niż geosekwestracja.

## Udoskonalone praktyki rolne i hodowlane

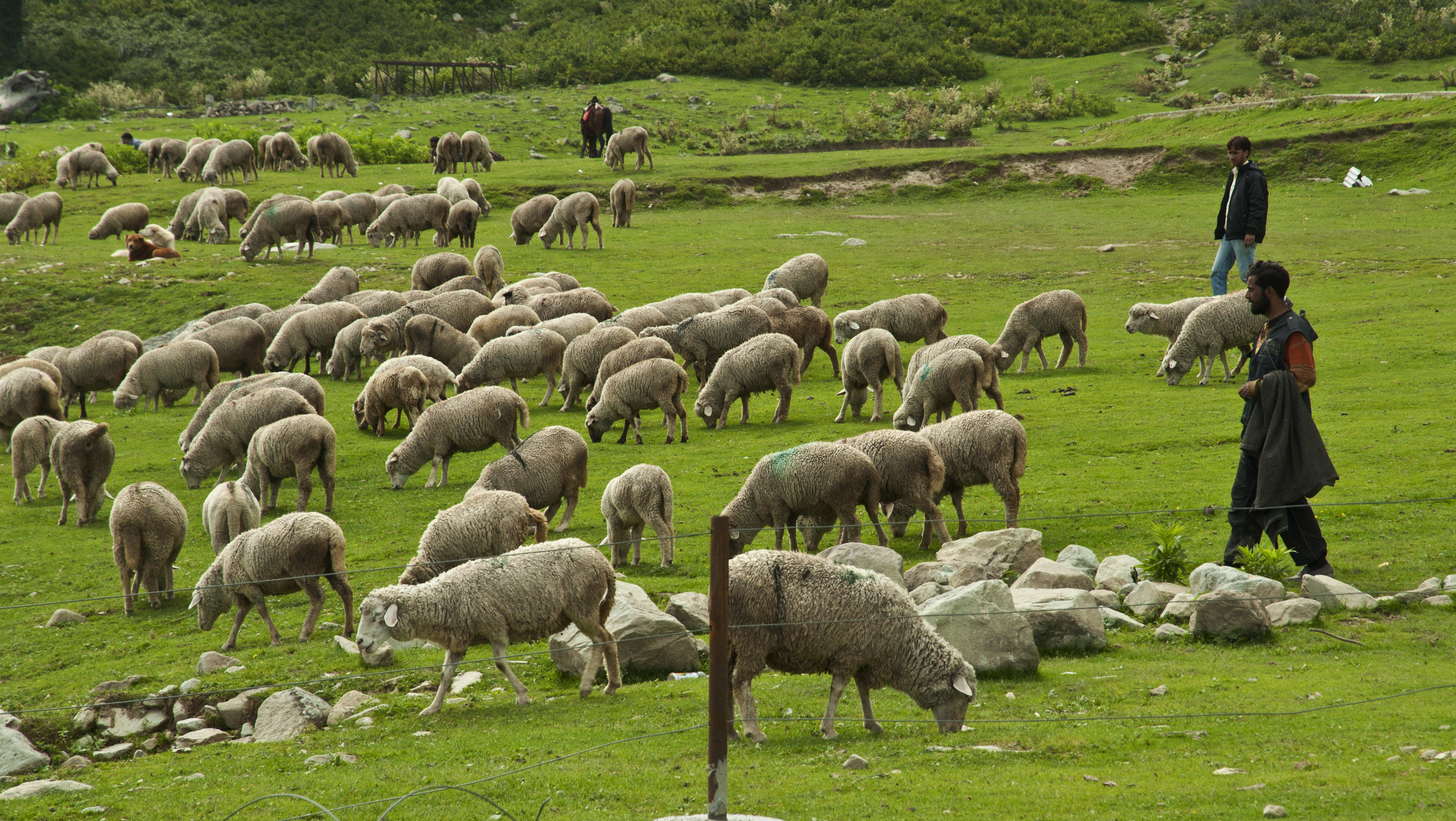
Pastwiska stanowią znaczący rezerwuar węgla w skali planety

Uprawa zerowa pozwala na zachowanie mulczu i rezygnacji z orki, w efekcie substancje bogate w węgiel dłużej rozkładają. Zmniejsza też erozję i wymywanie związków pokarmowych przez opady. Rezygnacja z orki prowadzi też do zwiększenia populacji mrówek, zjadających termity. Mniejsza populacja termitów oznacza zmniejszenie konsumpcji drewna i ograniczenie wydzielania CO2 powstałego przy jego rozkładzie. Trwale porastająca glebę trawa pozwala na jej regenerację oraz spowalnia spływu powierzchniowego. Wieloletni eksperyment prowadzony na terenach górskich w Indiach wykazał, że możliwa jest roczna akumulacja 4852 i 900 kg/ha odpowiednio dla uprawy soi (Glycine max) i pszenicy (Triticum aestivum).
W glebie zmagazynowane jest więcej węgla niż w roślinach i atmosferze razem wziętych, a większość gleb wykorzystywanych przez człowieka leży pod pastwiskami. Holistycznie planowany wypas jest potencjalnie ważnym sposobem ograniczenia globalnego ocieplenia poprzez ochronę struktury gleby, zwiększenie różnorodności biologicznej i odwrócenie procesu pustynnienia. Technika opracowana przez Allana Savory zmierza do odtworzenia ekosystemów trawiastych poprzez stosowanie ogrodzeń albo pracę pasterzy w taki sposobów, aby poruszanie się zwierząt gospodarskich było naśladowaniem ruchów naturalnych stad w przyrodzie. W ten sposób możliwe stałoby się rozprzestrzenienie ekosystemów trawiastych, połączone z wypasem zwierząt gospodarskich, prowadzące do akumulacji dużych ilości węgla w glebie. Rozprzestrzenienie ekosystemów trawiastych było przyczyną spadku zawartości CO2 w atmosferze i ochłodzenia klimatu przed 40 mln lat.

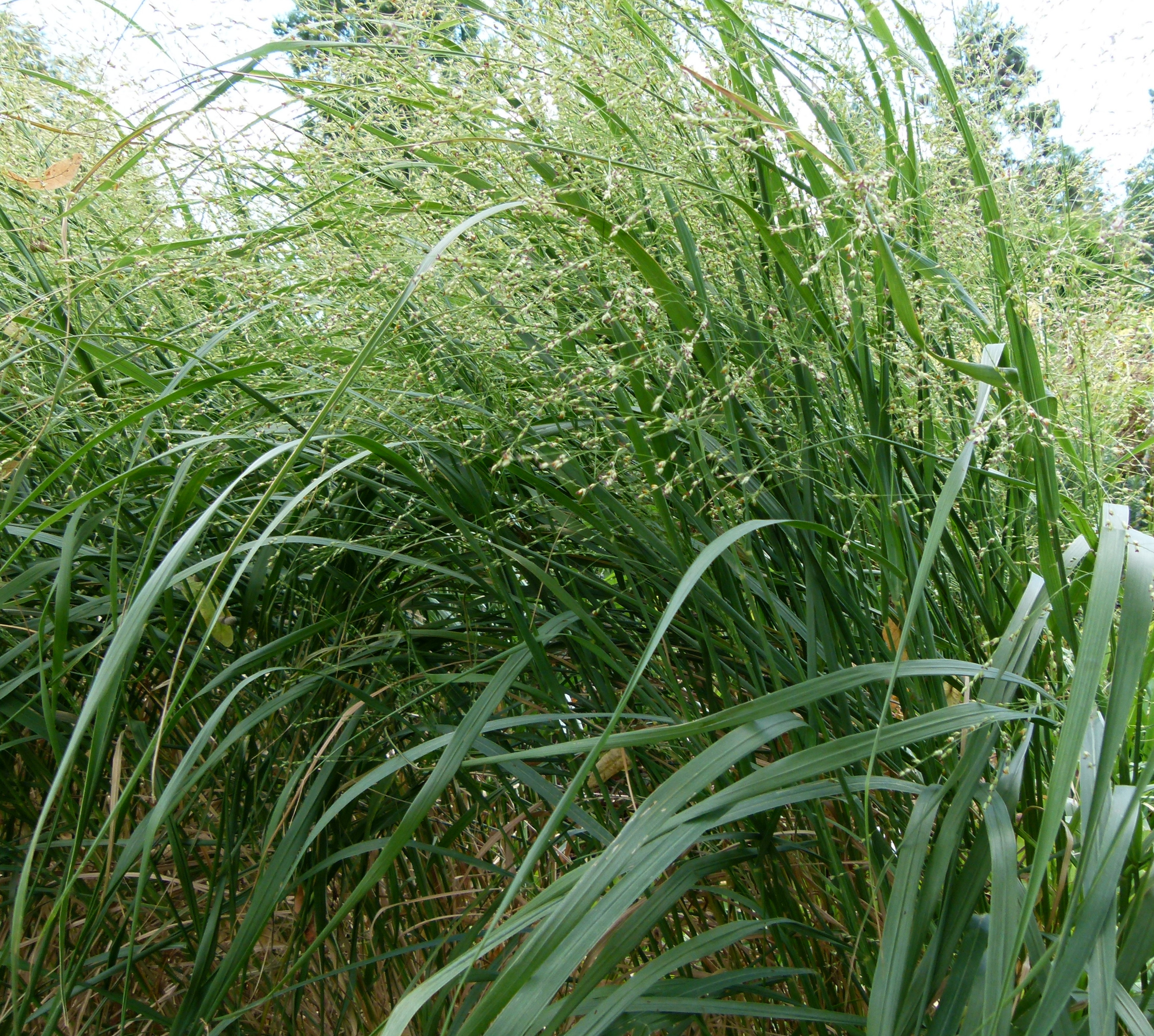
Panicum virgatum może być wykorzystane do produkcji biopaliw a odpady do zwiększania ilości węgla w glebach

Możliwa jest także uprawa roślin w celu pozyskania biopaliw i biosekwestracji. Rośliną, nad której wykorzystaniem prace rozpoczęły się jest Panicum virgatum. Produkcja jednej tony biomasy tej rośliny wymaga zużycia od 0,97 do 1,34 GJ energii, a wyprodukowanie takiej samej ilości biomasy z kukurydzy od 1,99 do 2,66 GJ. Jednak uwzględniając, że w Panicum virgatum zgromadzone jest około 18,8 GJ/t suchej biomasy, stosunek energii wyjściowej do wejściowej dla takich upraw wyniesie 20:1.
Biosekwestracja może być zwiększona poprzez zwiększenie udziału w uprawach roślin wytwarzających duże ilości fitolitów. Wewnątrz tych struktur związki węgla mogą być przechowane przez tysiące lat. Możliwości biosekwestrecji w postaci fitolitów przy użyciu już uprawianych odmian oszacowano na około 50 milionów ton CO2 na rok.

## Biosekwestracja a polityka w dziedzinie zmian klimatu

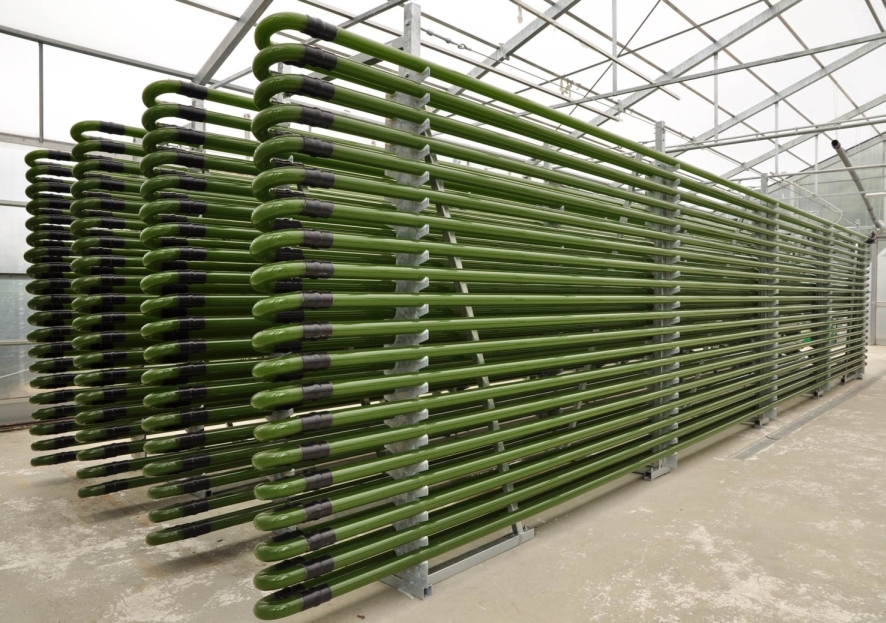
Bioreaktory z glonami mogą zapewniać zarówno wiązanie CO_{2}, jak i produkcję biopaliw

Przedsiębiorstwa z gałęzi przemysłu odpowiedzialnych za powstawanie znacznych ilości CO2, są zainteresowane biosekwestracją jako sposobem zmniejszenia kwot uznawanych za emisję gazów cieplarnianych. Naukowcy w Australii badają, czy technologia wykorzystująca glony do produkcji biopaliw (wodoru i biodiesela) mogłaby być stosowana do biosekwestracji węgla. Glony wykorzystując energię światła mogą być wykorzystane do rozkładu wody oraz wytworzenia biopaliwa, jednocześnie wydaje się możliwe połączenie procesu z odsalaniem wody morskiej.
Szansą na połączenie produkcji biopaliw lub inne wykorzystanie energii biomasy z biosekwestracją powinna być zachętą do rozwoju tych technologii. Garnaut Climate Change Review zawiera zalecenia rozwoju biosekwestracji z użyciem glonów. Autor raportu stwierdził, że biosekwestracja z zastosowaniem glonów może pozwolić na wyeliminowanie emisji związanej z produkcją energii elektrycznej i hutnictwem. Także Raport Sterna przygotowany dla rządu brytyjskiego uznaje ograniczenie wylesiania za skuteczny sposób zmniejszenia emisji gazów cieplarnianych.

## Filozoficzne podstawy biosekwestracji
Najczęściej argumenty za rozwojem biosekwestracji mają charakter ekonomiczny. Trudno jest ocenić możliwości poprawy jakości życia. Ocena biosekwestracji zgodnie z zasadami zrównoważonego i trwałego rozwoju powinna uwzględniać także korzyści dla społeczności oraz indywidualne korzyści i zadowolenie ludzi, którzy swoim trudem zapewniają zachowanie zasobów biosfery.

## Bariery wzrostu globalnej biosekwestracji

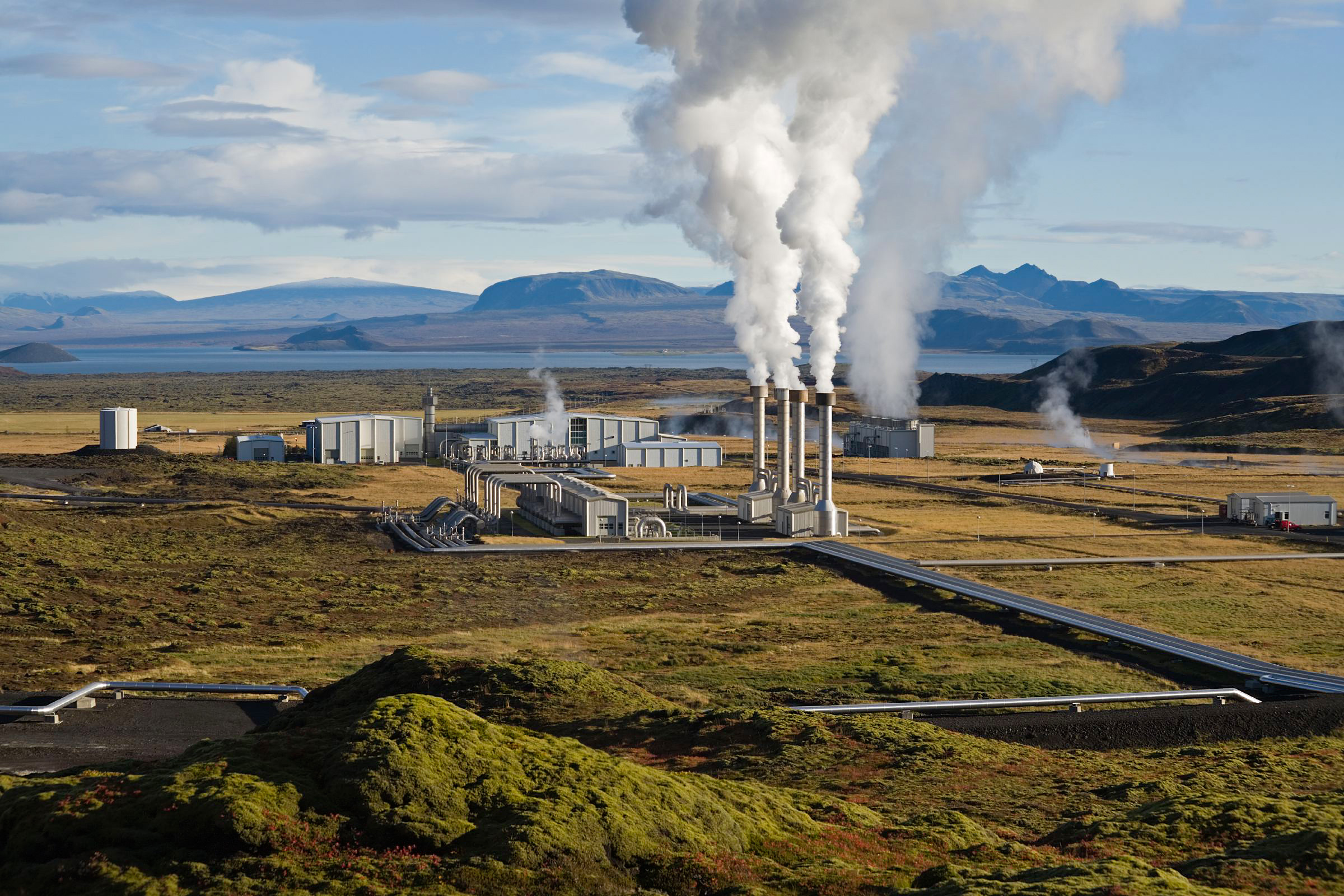
Biosekwestracja mogłaby prowadzić do wychwycenia dwutlenku węgla emitowanego przez energetykę i hutnictwo

Dokument opracowany przez Rossa Garnaut zatytułowany Garnaut Climate Change Review opisuje szereg barier, które ograniczają wzrost globalnej biosekwestracji. Za warunek konieczny rozwoju techniki uznano zmianę w sposobie obliczania emisji gazów cieplarnianych. Konieczne są także inwestycje w zakresie badań naukowych, rozwoju i komercjalizacji podejścia do biosekwestracji. Niezbędna jest zmiana w podejściu do regulacji użytkowania gruntów. Uznano też, że będą potrzebne nowe instytucje koordynujące działania mające na celu zapewnienie biosekwestracji w społecznościach wiejskich. Szczególnie dużo wysiłku może wymagać uruchomienie potencjału w społecznościach wiejskich krajów rozwijających się. Pojawiają się też opinie, że biosekwestracja i rolnicza emisja gazów cieplarnianych nie powinny być uwzględniane w światowym systemie handlu prawem do emisji z powodu trudności w pomiarze emisji i problemach związanych z ich kontrolowaniem. Wskazuje się również, że program REDD umożliwi sfinansowanie działań zmierzających do powstrzymania wylesiania w krajach rozwijających się, jednak brak jest przejrzystości i odpowiedzialności w przypadku gdy cele nie zostaną skutecznie osiągnięte, co może wiązać się z marnotrawieniem przekazywanych funduszy.
Przedstawiciele organizacji The World Rainforest Movement stwierdzają, że biedne kraje zostaną zmuszone do zaakceptowania programów zalesiania, przewidzianych w ramach protokołu z Kioto jako mechanizm czystego rozwoju, koniecznością pozyskania dewiz potrzebnych do spłaty odsetek kredytów udzielonych przez Bank Światowy. Powstają także konflikty między prawem narodów do suwerenności a potrzebą ochrony wspólnego dziedzictwa ludzkości oraz poszanowania praw ludności rdzennej i lokalnych społeczności. Przedstawiciele Forest Peoples Programme (FPP) wyrażają niepokój co do właściwego podziału korzyści, które powinny zostać skonsumowane nie tylko przez kraje bogate, lecz również przez lokalne społeczności bezpośrednio zaangażowane w działania. Sukces działań w wymiarze globalnym będzie zależał od dokładności zbierania danych i liczby krajów zaangażowanych, a właściwy efekt biosekwestracja przyniesie tylko wtedy gdy za cel zostanie obrane przywrócenie stanu lesistości z okresu przed rewolucją przemysłową, przed 1800 rokiem.
Powstają także obawy, że realizacja programu REDD przez ONZ będzie prowadzić do modyfikacji naturalnych ekosystemów takich jak sawanny, bagna. Tereny te mogą zostać wykorzystane do produkcji biopaliw lub żywności pomimo to, że także te ekosystemy zapewniają wysoki poziom biosekwestracji. Na całym świecie torfowiska zajmują zaledwie 3% powierzchni, jednak magazynują dwa razy więcej węgla niż wszystkie lasy na świecie. Ekosystemy takie jak lasy mangrowe gromadzą zaś stosunkowo niewielkie ilości węgla. Część specjalistów wiąże duże nadzieje z rozwojem Programu REDD związane ze spodziewanym wzrostem bioróżnorodności, szczególnie w lasach tropikalnych położonych na terytorium Brazylii. W przyszłości Program REDD mógłby być także źródłem finansowania ochrony terenów podmokłych oraz najbardziej wartościowych ekosystemów określanych jako ośrodki bioróżnorodności {ang. biodiversity hot-spot), miejsc o największej różnorodności gatunkowej. Niektóre podmioty wpłacające środki do REDD mogą być zainteresowane dodatkowym finansowaniem ochrony zagrożonych ekosystemów lub gatunków.